# Robb Wells
Robb Wells (28. oktober 1971) er en canadisk skuespiller og manuskriptforfatter, der er bedst kendt som Ricky i den canadiske komedieserie Trailer Park Boys. Robb Wells er en fjern fætter til den daværende canadiske premierminister Stephen Harper.